# آمینواسید گلوکوژنیک

خلاصه‌ای از فروگشت (کاتابولیسم) آمینواسیدها

آمینواسید گلوکوژنیک (انگلیسی: Glucogenic amino acid) آمینواسیدی است که می‌تواند از طریق نوگلوکززایی به گلوکز تبدیل شود. این در تضاد با آمینواسیدهای کتوژنیک است که به جسم کتونی تبدیل می‌شوند.
تولید گلوکز از آمینواسیدهای گلوکوژنیک شامل تبدیل این آمینواسیدها به کتواسیدها و سپس گلوکز می‌شود، هر دو فرایند در کبد اتفاق می‌افتند. این مکانیسم در هنگام کاتابولیز غالب است و با روزه‌داری و گرسنگی افزایش می‌یابد.
در انسان، آمینواسیدهای گلوکوژنیک عبارتند از:
- آلانین
- آرژینین
- آسپاراژین
- اسید آسپارتیک
- سیستئین
- اسید گلوتامیک
- گلوتامین
- گلیسین
- هیستیدین
- متیونین
- پرولین
- سرین
- والین

آمینواسیدهایی که هم گلوکوژنیک هستند و هم کتوژنیک عبارتند از:
- فنیل‌آلانین
- ایزولوسین
- ترئونین
- تریپتوفان
- تیروزین

فقط دو آمینواسید لوسین و لیزین گلوکززا یا گلوکوژنیک نیستند (فقط کتوژنیک هستند).